# Parco nazionale Urho Kekkonen
Il parco nazionale Urho Kekkonen (in finlandese: Urho Kekkosen kansallispuisto) è un parco nazionale della Finlandia, nella provincia della Lapponia. È stato istituito nel 1983 e occupa una superficie di 2.550 km². Il parco prende il nome da Urho Kekkonen, presidente e primo ministro finlandese.